# Nuriootpa
Nuriootpa är en ort i Australien. Den ligger i kommunen Barossa och delstaten South Australia, omkring 63 kilometer nordost om delstatshuvudstaden Adelaide. Antalet invånare är 5 031.
Nuriootpa är det största samhället i trakten.
Trakten runt Nuriootpa består till största delen av jordbruksmark. Runt Nuriootpa är det ganska glesbefolkat, med 32 invånare per kvadratkilometer. Genomsnittlig årsnederbörd är 419 millimeter. Den regnigaste månaden är juli, med i genomsnitt 68 mm nederbörd, och den torraste är december, med 8 mm nederbörd.